# Rapadura

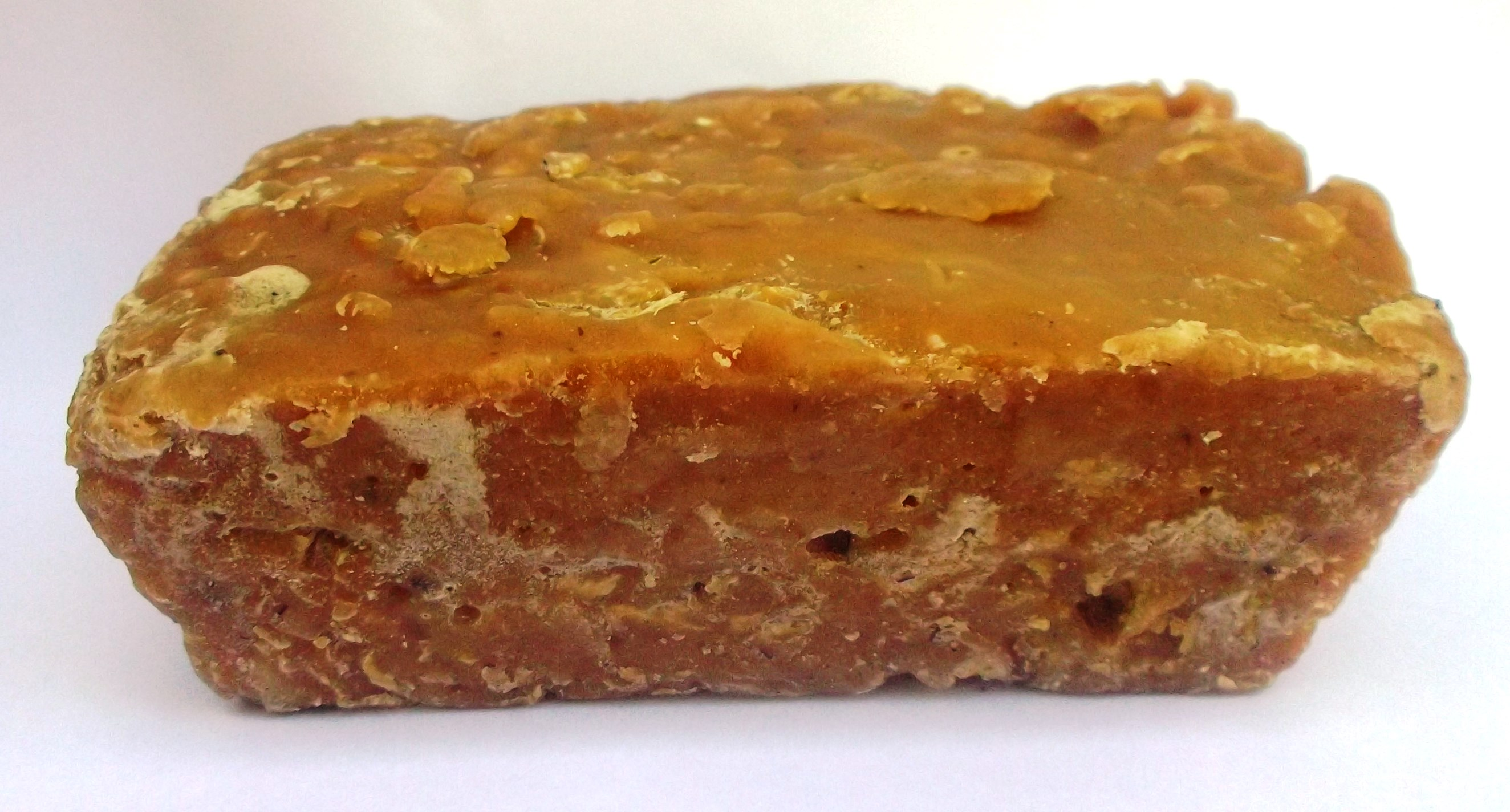
Rapadura comum

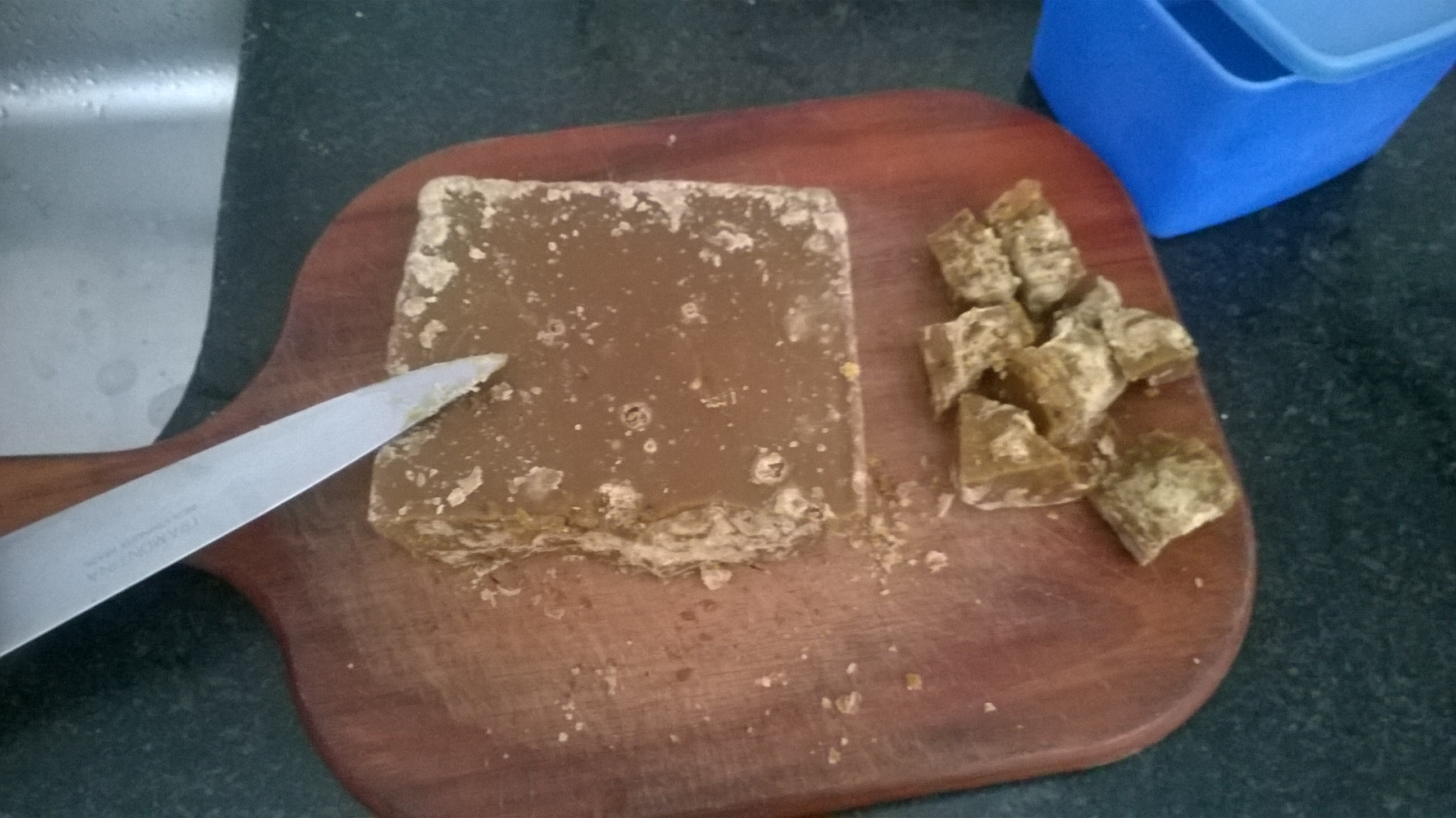
Tablete de rapadura

Rapadura é um doce de origem açoriana ou canária em forma de pequenos tijolos, com sabor e composição semelhantes ao açúcar mascavo. Fabricada em pequenos engenhos de açúcar, surgiu no século XVI como solução para transporte de açúcar em pequenas quantidades para uso individual. Como o açúcar granulado umedecia e melava facilmente, os tijolos de rapadura eram facilmente acomodados em sacolas de viajantes, resistindo durante meses a mudanças atmosféricas.
A rapadura é feita a partir da cana-de-açúcar após moagem, fervura do caldo, moldagem e secagem. É considerado um alimento com maior valor nutritivo que o açúcar refinado pois, enquanto este é quase exclusivamente sacarose a rapadura possui outras substâncias nutritivas em sua composição.

## Etimologia
O nome rapadura, uma variação de "raspadura" (originada do verbo raspar), originou-se da raspagem das camadas espessas de açúcar presas às paredes dos tachos utilizados para a fabricação do mesmo.
Em 1989, a empresa alemã Rapunzel registrou a rapadura como sua marca registrada para o mercado alemão e seis anos depois fez o mesmo nos Estados Unidos. Entretanto, este fato passou despercebido por bastante tempo até que em meados de 2005 grupos de defesa da cultura nordestina, o Itamaraty e a Ordem dos Advogados do Brasil  passaram a exigir a retirada da proteção marcária ao nome tradicional do doce no Brasil. Em 2008 a empresa germânica desistiu da propriedade intelectual sobre o nome rapadura embora continue usando o nome para alguns de seus produtos, porém, sem mais o direito de exclusividade sobre o uso comercial da palavra.

## Regiões de produção

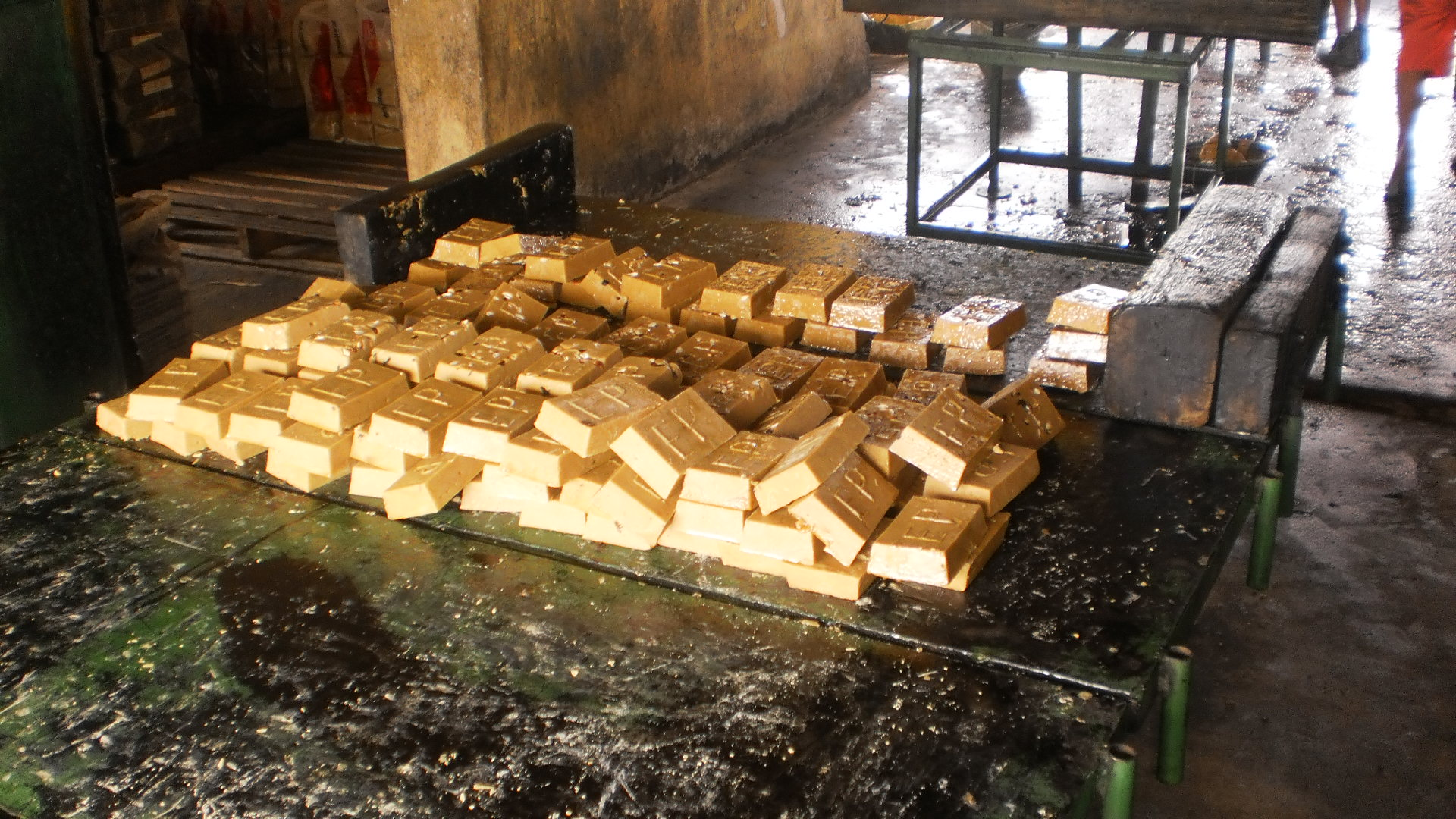
Engenho de rapadura em Barbalha, Ceará

É típica do nordeste do Brasil e de diversas outras regiões da América Latina, onde recebe diferentes nomes como: panela (Colômbia, Venezuela, México, Equador e Guatemala), piloncillo (México), papelón (Venezuela e Colômbia), chancaca (Bolívia, Peru e Chile), empanizao (Bolívia) ou tapa de dulce (Costa Rica). O nome rapadura (ou a variação raspadura) é utilizado também na Argentina, na Guatemala e no Panamá e seu uso também é disseminado na Índia.
Na América Latina, a Colômbia é o primeiro produtor, com 1 milhão de toneladas anual e o segundo mundial depois da Índia. A região nordeste é a maior produtora de rapadura do Brasil, onde o Ceará aparece como maior produtor.
Na cidade de Aquiraz, estado do Ceará, foi criado o Museu da Rapadura. O espaço fica em um engenho de cana antigo localizado no Engenho Cana Dá. O museu apresenta aspectos históricos da produção da rapadura no Ceará e no Brasil bem como do cultivo da cana-de-açúcar. Também na cidade de Areia, estado da Paraíba, no Museu do Brejo Paraibano, conhecido como Museu da Rapadura, criado pela Universidade Federal da Paraíba, é possível ver, através de utensílios de época, todo o processo de fabricação dos derivados da cana-de-açúcar como a cachaça e a rapadura.
Em setembro de 2013, a cidade de Pindoretama, no Ceará, registrou o recorde de maior rapadura do país, ao preparar a peça com 5113 kg, 1,8 m de largura por 3,7 m de comprimento e 27 cm de espessura. O fato foi registrado e certificado pelo RankBrasil.

## Processo de fabricação

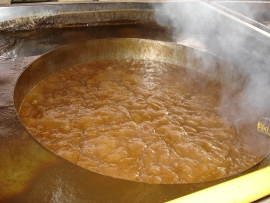
Etapa do processo de fabricação da rapadura onde o caldo de cana é fervido.

Após o corte da cana-de-açúcar, que deve ser feito sem a queima da cana, esta é transportada até o engenho onde deverá ser moída. O caldo de cana resultante da moagem é levado para a decantação, com o intuito de separar as impurezas, nessa etapa o risco a fermentação do caldo pode prejudicar a aparência do produto. A concentração até se atingir o ponto para o batimento se dá por meio da fervura do caldo, o que pode acontecer em um mesmo tacho ou em até cinco tachos como nos engenhos mais modernos, o que ajuda a ter um controle da temperatura para a concentração do caldo. Depois que o caldo se torna melado ele é batido para obter uma maior consistência e ser colocado em formas no formato tradicional de paralelepípedo. Depois que a rapadura já endureceu, esfriou e ganhou a sua forma, pode ser retirada das formas. Após o batimento, o caldo concentrado é moldado em formas de 500 gramas ou um quilo ou tabletes de 20 a 25 gramas. Após o resfriamento, ocorre a desenformamento e, por fim, o embalamento da rapadura.

## Consumo
Sua utilidade é extensa e varia de acordo com os hábitos culturais de cada região que utiliza. No Brasil é basicamente utilizada em substituição ao açúcar ou para consumo direto, em lascas, como sobremesa. No nordeste brasileiro foi muito utilizada pelo sertanejo, junto com a farinha, para ser consumida no local de trabalho. A rapadura também pode ser adicionada em ingredientes como castanha de caju, coco, amendoim, entre outros.
Em outras regiões da América Latina, pode ser usada como medicamento,[carece de fontes?] na receita básica de determinadas bebidas ou até de molhos para acompanhar pratos salgados.
A rapadura é famosa pelo seu alto valor calórico, sendo rica também em vitaminas, minerais e proteínas. O produto está inserido na merenda escolar em alguns estados do Nordeste, como Ceará, Paraíba e Pernambuco.